# Aeroportul Kingston/Norman Rogers
Aeroportul Kingston/Norman Rogers (IATA: YGK, ICAO: CYGK) este un aeroport din Ontario, Canada ce deservește zona Kingston⁠(d). Aeroportul a fost tranzitat în 2012 de 65.830 de pasageri. A fost numit după zona deservită.
Situat la o altitudine de 92 m, aeroportul dispune de o singură pistă. Este operat de City of Kingston⁠(d).